# Friedrich von Wachter (General, 1788)

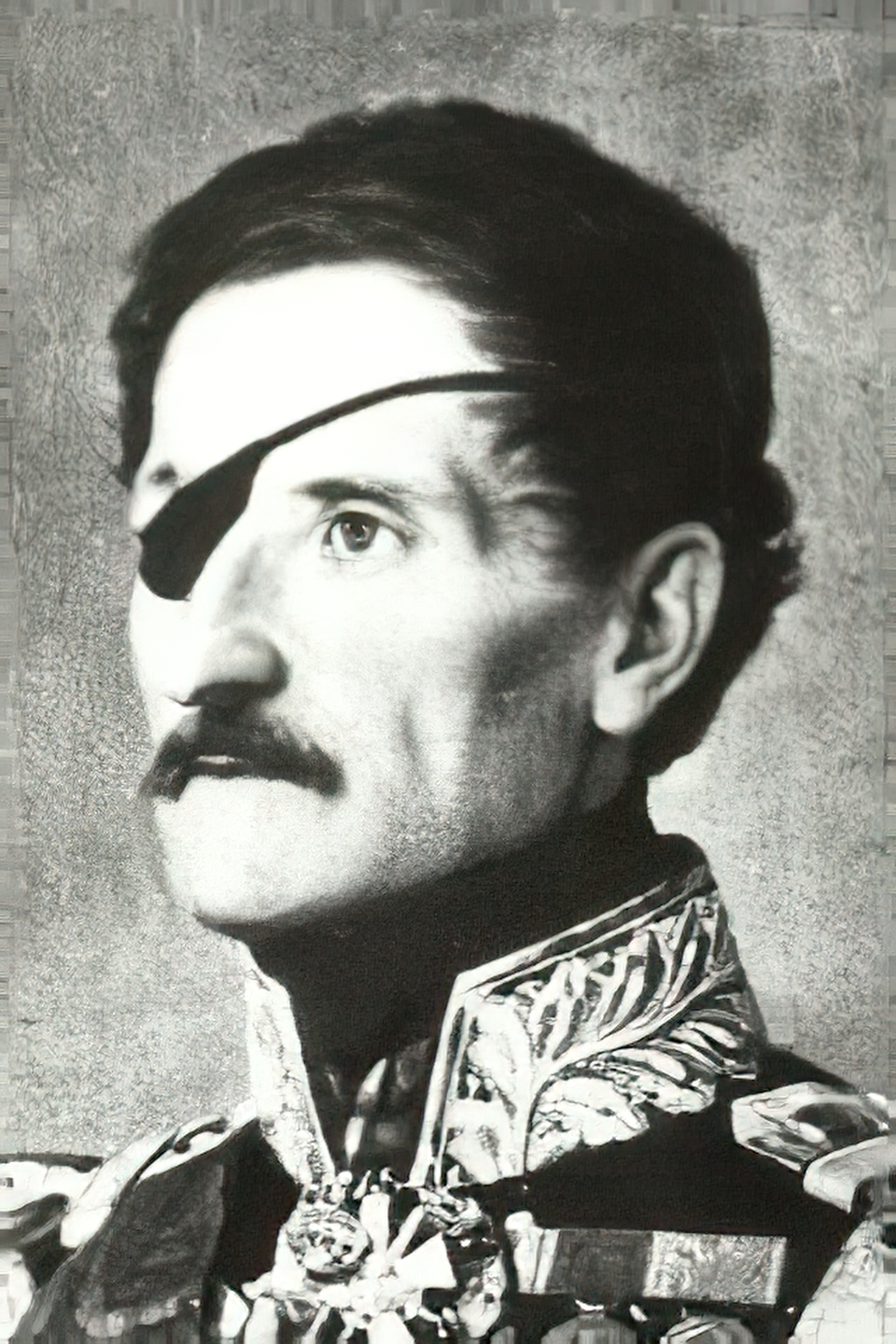
Friedrich von Wachter

Friedrich Wachter, seit 1855 von Wachter (* 7. Februar 1788 in Darmstadt; † 16. August 1876 in Bensheim) war ein großherzoglich-hessischer General der Infanterie und Kriegsminister.

## Familie
Friedrich war ein Sohn des gleichnamigen Advokaten, Hessen-Darmstädtischer Rat und Hofrats Friedrich Wachter (1751–1830) und dessen Ehefrau Johanna Elisabeth, geborene Heß (1750–1805)
Am 9. November 1816 heiratete Wachter Magdalene Henriette Bader (1796–1851), Tochter des Arztes Johann Heinrich Ludwig Leonhard Bader (1765–1808) und der Caroline Luise Küchler (1767–1834). Aus dieser Ehe gingen hervor:
- Friedrich (* 1817), großherzoglich-hessischer Oberstleutnant,
- Karl (1819–1866), großherzoglich-hessischer Hauptmann, gefallen im Gefecht bei Frohnhofen ⚭ 1849 Wilhelmine Buchholz († 1901), Eltern des preußischen Generalleutnants Karl von Wachter (1851–1908)
- Ludwig (1820–1884), großherzoglich-hessischer Major,
- Johann Georg (1822–1904), Pfarrer in Ober-Ramstadt[1] und
- Heinrich (1825–1914), preußischer Oberstleutnant.[2]

## Karriere

### Militär
Wachter trat nach dem Besuch der Schule 1805 in die in Gießen stationierte „Brigade Landgraf“ der Armee der Landgrafschaft Hessen-Darmstadt als Freikorporal ein. 1806 wurde er Sekondeleutnant. Sein Regiment, nun Leib-Brigade genannt, gehörte zum 1. Leib-Füsilier-Bataillon, das damals in Alsfeld stationiert war. Er nahm an der Schlacht bei Jena und Auerstedt und den Belagerungen von Stralsund (1806/07), Graudenz (1807) und Thorn (1813) teil. Seit 1809 war er Premierleutnant. In der Schlacht bei Wagram verlor er am 6. Juli 1809 sein rechtes Auge. Aufgrund dieser (und eventuell noch weiterer Verletzungen), die er auskurieren musste, war er noch 1812 im Nachschub-Depot der Leib-Brigade in Gießen stationiert. 1813 wurde er Kapitän im Garde-Füsilier-Regiment. 1813 bis 1815 kämpfte er in den Befreiungskriegen.
1829 wurde er Major und Kommandeur des 2. Bataillons im 2. Infanterie-Regiment. 1837, zum Oberstleutnant befördert, wechselte er in den Stab des 1. Infanterie-Regiments. 1841 wurde er Oberst und Kommandeur des 2. Infanterie-Regiments „Großherzog“, 1848 Generalmajor und Kommandeur der 2. Infanterie-Brigade. 1849 nahm er an der militärischen Niederschlagung der Badischen Revolution teil, erhielt 1853 den Charakter eines Generalleutnant und wurde zum Stadtkommandanten der Haupt- und Residenzstadt Darmstadt ernannt. Zugleich wirkte Wachter als Präsident des Oberkriegsgerichts und war Präsident der Kommission der Militärdienstpragmatik.
Aus Anlass seines fünfzigjährigen Dienstjubiläums erhob ihn Großherzog Ludwig III. am 16. Juli 1855 in den erblichen hessischen Adelsstand und ernannte ihn zum zweiten Inhaber des 4. Infanterie-Regiments (Prinz Karl). Außerdem ernannte er Wachter 1859 zum Mitglied der Ersten Kammer der Landstände des Großherzogtums Hessen auf Lebenszeit, denen er während des 16.–18. Landtags angehörte.

### Kriegsminister
1862 wurde Friedrich von Wachter Generalleutnant und Kriegsminister des Großherzogtums Hessen. Er folgte dem 1861 im Amt verstorbenen Kriegsminister Friedrich von Schäffer-Bernstein. Er weigerte sich, die großherzoglich-hessische Artillerie nach preußischen Vorschlägen anzupassen. Das hatte zur Folge, dass diese nach 1866 von der preußischen Armee nicht genutzt werden konnte. 1865 wurde er zum General der Infanterie befördert.
Die großherzoglich-hessische Armee machte im Krieg von 1866 keine gute Figur und stand auf der Seite der Verlierer. Persönlich hatte Friedrich von Wachter den Verlust seines Sohnes Karl zu beklagen, der als Hauptmann im 4. Infanterie-Regiment bei Frohnhofen fiel.
Er zog die Konsequenz und trat als Kriegsminister zurück. Ebenso verzichtete er auf sein Mandat in der Ersten Kammer der Landstände. Als Kriegsminister folgte ihm Generalmajor Eduard von Grolman.

## Ehrungen
- 1849 Preußischer Roter Adlerorden II. Klasse mit Schwertern[10]
- 1852 Russischer Sankt-Stanislaus-Orden I. Klasse[11]
- 1853 Großkreuz des Verdienstordens Philipps des Großmütigen[12]
- 1857 Russischer Orden der Heiligen Anna I. Klasse[13]
- 1862 Großkreuz des Ludewigs-Ordens[14]
- 1863 Österreichischer Orden der Eisernen Krone I. Klasse[15]
- 1865 Großkreuz des Ordens der Württembergischen Krone[16]
- 1865 Großkreuz des badischen Ordens vom Zähringer Löwen[17]

### Primärliteratur
- Mitbegründer der Darmstädter Allgemeinen Militär-Zeitung[18]
- Versuch einer Elementartaktik der Infanterie und deren Anwendung in verschiedenen Gefechtsverhältnissen des Bataillons, basirt auf das Compagniecolonnen-System.
  - 1. Auflage: Eduard Zernin, Darmstadt 1860.
  - 2. Auflage (mit einem Anhang): Eduard Zernin, Darmstadt 1862.

### Sekundärliteratur
- Eckhart G. Franz: Hessen-Darmstadt 1820–1935. In: Klaus Schwabe (Hg.): Die Regierungen der deutschen Mittel- und Kleinstaaten. 1815–1933. = Deutsche Führungsschichten in der Neuzeit. Bd. 14 = Büdinger Forschungen zur Sozialgeschichte. Bd. 18. Boldt, Boppard am Rhein 1983. ISBN 3-7646-1830-2, S. 303.
- Jochen Lengemann: MdL Hessen. 1808–1996. Biographischer Index. = Politische und parlamentarische Geschichte des Landes Hessen. Bd. 14 = Veröffentlichungen der Historischen Kommission für Hessen. Bd. 48,7. Elwert, Marburg 1996. ISBN 3-7708-1071-6, S. 393.
- Bernhard von Poten: Wachter, Friedrich von. In: Allgemeine Deutsche Biographie (ADB). Band 40, Duncker & Humblot, Leipzig 1896, S. 425 f.
- Klaus-Dieter Rack, Bernd Vielsmeier: Hessische Abgeordnete 1820–1933. Biografische Nachweise für die Erste und Zweite Kammer der Landstände des Großherzogtums Hessen 1820–1918 und den Landtag des Volksstaats Hessen 1919–1933. = Politische und parlamentarische Geschichte des Landes Hessen. Bd. 19 = Arbeiten der Hessischen Historischen Kommission. NF Bd. 29. Hessische Historische Kommission, Darmstadt 2008, ISBN 978-3-88443-052-1, Nr. Nr. 927.
- Bernd Philipp Schröder: Die Generalität der deutschen Mittelstaaten 1815–1870. Bd. 1 = Handbuch der deutschen Generalität im 19. Jahrhundert. Teil 1. Biblio, Osnabrück 1984, ISBN 3-7648-1158-7, S. 837.